# Centrale nucléaire de Rolphton
La centrale nucléaire de Rolphton - aussi appelée en anglais Nuclear Power Demonstration (NPD), ce qui signifie démonstration de production d'énergie nucléaire) est la première centrale nucléaire canadienne. Son unique réacteur, un CANDU d'une puissance de 20 Mégawatts électriques, est mis à l'arrêt définitif en 1987. Elle est située dans le comté de Renfrew, en Ontario.